# Matilde Antía
Matilde Antía Adami (nacida en 1999 en Montevideo) es una política uruguaya perteneciente al Partido Nacional.

## Biografía
Su adhesión al Partido Nacional tiene una larga historia familiar. Su abuela, Consuelo Behrens de Antía, ofrecía en plena dictadura su domicilio como anfitriona para reuniones clandestinas de los militantes del proscrito líder Wilson Ferreira Aldunate. Por otra parte, su tío Enrique Antía ha sido intendente de Maldonado en varias oportunidades.
Comenzó su actividad militante en filas del senador Jorge Larrañaga. En las elecciones municipales de 2020, Antía integró la lista de suplentes del alcalde titular, Andrés Abt. Este fue reelecto, pero poco después falleció como consecuencia de la pandemia de COVID-19; así, con 22 años, Antía asumió el cargo, y se convirtió en la alcaldesa más joven del país. Fue reelecta con votación récord en las elecciones municipales de 2025.
Encabeza un municipio que, si bien tiene necesidades básicas satisfechas, enfrenta una serie de problemáticas urbanas. Sus énfasis son la gestión de residuos y el medio ambiente.
Entre otras actividades, Antía es estudiante avanzada de Derecho en la Universidad de la República y juega al fútbol femenino.